# Bahnhof Rhöndorf
Der Bahnhof Rhöndorf ist ein Bahnhof an der rechten Rheinstrecke in Rhöndorf, einem Ortsteil der Stadt Bad Honnef im nordrhein-westfälischen Rhein-Sieg-Kreis. Er wurde am 15. August 1876, sechs Jahre nach der Verlängerung der rechtsrheinischen Eisenbahnstrecke von Neuwied bis Oberkassel, eröffnet.

## Lage und Ausstattung
Der Bahnhof liegt am westlichen Rand von Rhöndorf knapp unterhalb der durch eine Böschung und Betonmauer abgegrenzten, östlich verlaufenden Bundesstraße 42 in Nähe des Rheinufers. Er umfasst zwei Bahnsteige und wird von der DB Station&Service AG in der Preisklasse 5 geführt. Der Bahnsteigzugang befindet sich an der Karl-Broel-Straße zwischen der Eisenbahnüberführung und der Überführung der Bundesstraße 42. Westlich unterhalb des Bahnhofs leiten ein Park-and-Ride-Parkplatz und eine Bushaltestelle zur Stadtbahn-Haltestelle Rhöndorf der Siebengebirgsbahn über, die einen schnellen Umstieg ermöglicht.

## Geschichte

Ursprüngliches Bahnhofs- und Empfangsgebäude

Das ursprüngliche Bahnhofs- und Empfangsgebäude von 1875/76 war in Backstein und Fachwerk ausgeführt und besaß eine offene Halle. 1908/09 wurden an der Südseite des Bahnhofs eine Unterführung der heutigen Karl-Broel-Straße (damalige Poststraße) sowie ein Personentunnel mit Treppenaufgang zur Erschließung eines neuen Mittelbahnsteigs gebaut. 1954 wurde das Abfahrtsgleis in Fahrtrichtung Koblenz vom Mittel- zum rheinseitigen Außengleis verlegt und in diesem Zuge auch der Mittelbahnsteig ausgebaut und neu plattiert. Im Zuge des Neubaus der Bundesstraße 42 Ende der 1950er Jahre und der damit verbundenen Neugestaltung des Bahnhofsumfeldes wurde das Empfangsgebäude 1961 abgerissen und in veränderter und deutlich reduzierter Form neugebaut. Anschließend wurde 1964 der Bahnhofsvorplatz einhergehend mit dem Abbruch mehrerer angrenzender Wohnhäuser neu gestaltet, wobei die abschließende Gestaltung erst 1971 erfolgte.
Um 2000 frequentierten täglich 500 Fahrgäste den Bahnhof. 2005 erfuhr das Umfeld des Bahnsteigzugangs mit dem Neubau der Brücke über die Karl-Broel-Straße eine Erneuerung. In jüngerer Zeit verlor der Bahnhof an betrieblicher Bedeutung: 2008 wurde der als einer der letzten in der Region noch geöffneten Fahrkartenschalter geschlossen, 2010 ein von Behinderten nutzbarer provisorischer Gleis-Übergang entfernt und Ende 2011 bei der Umstellung auf ein elektronisches Stellwerk auch der örtliche Fahrdienstleiter abgezogen. Als Konsequenz dieser Entwicklung verschloss die Deutsche Bahn AG im Frühjahr 2012 die bisherige Wartehalle mit Stahlplatten. Ein Abriss des Bahnhofsgebäudes wurde in Betracht gezogen; dann wurde es 2016 verkauft. Ein barrierefreier Ausbau des Bahnhofs wird von der Stadt Bad Honnef derzeit verstärkt angestrebt, die dafür der Bahn ein Grundstück neben dem rheinseitigen Bahngleis zur Verfügung stellt. Er war aber zunächst in keinem Bau- und Förderprogramm des Bundes enthalten und daher erst mittelfristig auf dem Wege einer Förderung durch den Zweckverband Nahverkehr Rheinland (NVR) zu erwarten. Im März 2017 wurde der Bahnhof schließlich durch einen Beschluss des NVR in die „Modernisierungsoffensive 3“ der Bahn aufgenommen; die Ausbauplanungen sollten im selben Jahr beginnen. Im Juli 2020 wurden die Ausbauplanungen vorgestellt. Während der Generalsanierung der Rechten Rheinstrecke, die für die zweite Jahreshälfte 2026 geplant ist, soll auch der Bahnhof Rhöndorf modernisiert werden.

## Bedienung
Der Bahnhof Rhöndorf wird im Schienenpersonennahverkehr von den Linien RE 8 und RB 27 bedient. Darüber hinaus besteht ein Umstieg zur Linie 66 der Stadtbahn Bonn.
| Linie | Verlauf | Takt                                                                                              |
| ----- | --- | ------------------------------------------------------------------------------------------------- |
| RE 8  | Rhein-Erft-Express: (Mönchengladbach Hbf – Rheydt Hbf – Rheydt-Odenkirchen – Hochneukirch – Jüchen – Grevenbroich –)* Rommerskirchen – Stommeln – Pulheim – Köln-Ehrenfeld – Köln Hbf – Köln Messe/Deutz – Porz (Rhein) – Troisdorf – Friedrich-Wilhelms-Hütte – Menden (Rheinl) – Bonn-Beuel – Bonn-Oberkassel – Niederdollendorf – Königswinter – Rhöndorf – Bad Honnef (Rhein) – Unkel – Linz (Rhein) – Bad Hönningen – Rheinbrohl – Neuwied – Urmitz Rheinbrücke – Koblenz-Lützel – Koblenz Stadtmitte – Koblenz Hbf * nur werktags Stand: Fahrplanwechsel Dezember 2023 | 60 min                                                                                            |
| RB 27 | Rhein-Erft-Bahn: Mönchengladbach Hbf – Rheydt Hbf – Rheydt-Odenkirchen – Hochneukirch – Jüchen – Grevenbroich – Rommerskirchen – Stommeln – Pulheim – Köln-Ehrenfeld – Köln Hbf – Köln Messe/Deutz – Köln/Bonn Flughafen – Troisdorf – Friedrich-Wilhelms-Hütte – Menden (Rheinl) – Bonn-Beuel – Bonn-Oberkassel – Niederdollendorf – Königswinter – Rhöndorf – Bad Honnef (Rhein) – Unkel – Erpel (Rhein) – Linz (Rhein) – Leubsdorf (Rhein) – Bad Hönningen – Rheinbrohl – Leutesdorf (Rhein) – Neuwied – Engers – Vallendar – Koblenz-Ehrenbreitstein – Koblenz Hbf Stand: Fahrplanwechsel Dezember 2023 | 60 min                                                                                            |
| 66    | U Siegburg/Bonn Bf – Sankt Augustin-Mülldorf – Sankt Augustin Zentrum/Hochschule Bonn-Rhein-Sieg – Sankt Augustin Kloster – Sankt Augustin Ort – Hangelar Ost – Hangelar Mitte – Hangelar West – Vilich-Müldorf – Vilich – Adelheidisstraße – Konrad-Adenauer-Platz – Bertha-von-Suttner-Platz/Beethovenhaus – Stadthaus – U Bonn Hbf – U Universität/Markt – U Juridicum – U Bundesrechnungshof/Auswärtiges Amt – U Museum Koenig – U Heussallee/Museumsmeile – Ollenhauerstraße – Olof-Palme-Allee – Robert-Schuman-Platz – Rheinaue – U Ramersdorf – Oberkassel Nord – Oberkassel Mitte – Oberkassel Süd/Römlinghoven – Oberdollendorf Nord – Oberdollendorf – Longenburg/CJD Königswinter – Königswinter Clemens-August-Straße – Königswinter Fähre – Königswinter Denkmal – Rhöndorf – Bad Honnef Am Spitzenbach – Bad Honnef | 10 min (Siegburg–Ramersdorf) 10/20 min (Ramersdorf–Königswinter) 20 min (Königswinter–Bad Honnef) |

## Schallschutz

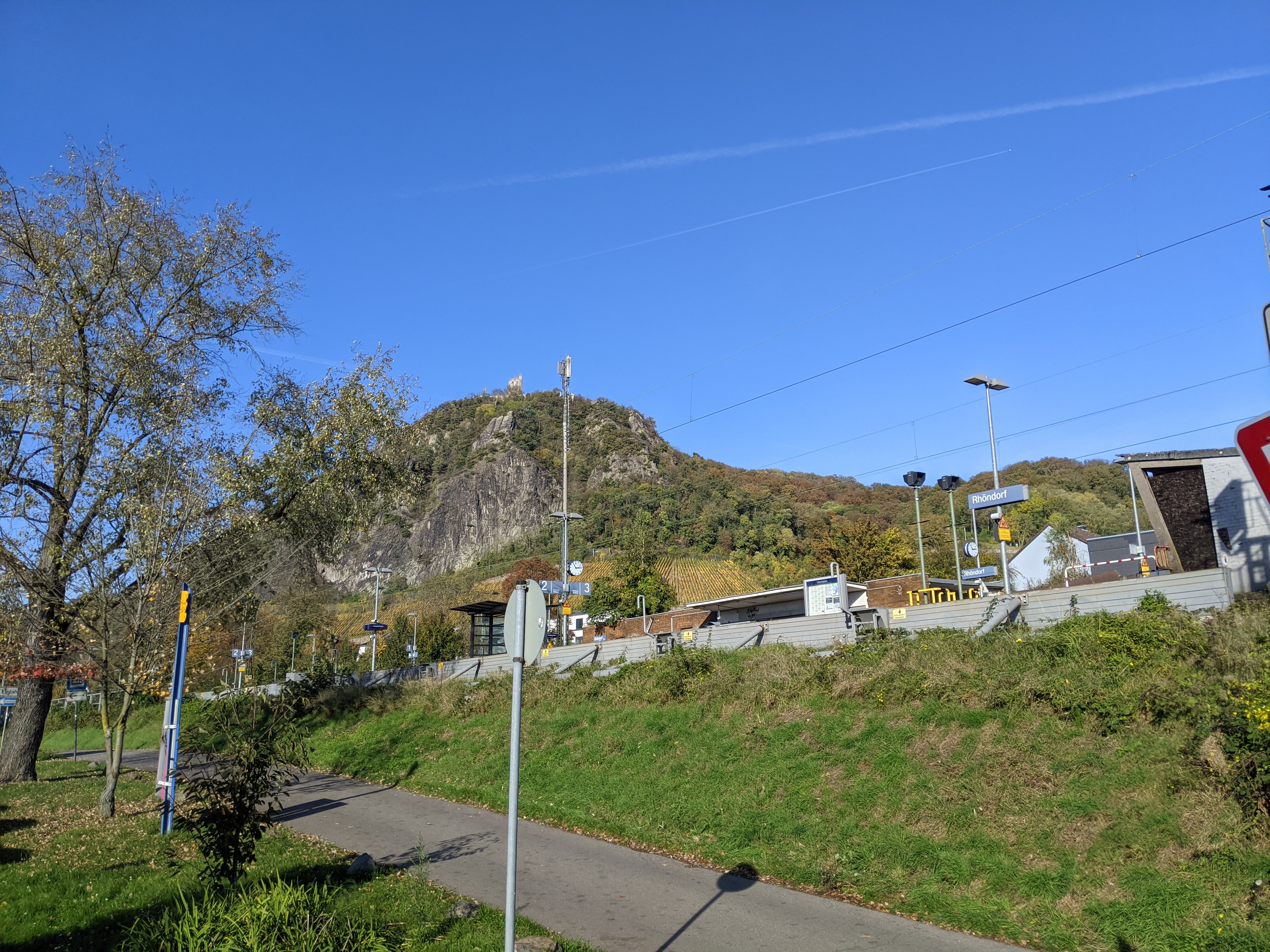
Bahnhof Rhöndorf mit Schallschutzwand

Im Frühjahr 2012 wurde an der Westseite des Bahnhofs auf einer Länge von 270 Metern eine neuartige Schallschutzwand eingerichtet, die hier weltweit erstmals getestet wird. Sie ist vergleichsweise niedrig, besteht aus Aluminium- und Stahlelementen und ist hydraulisch hochklappbar.